# 過海隧道巴士961線
過海隧道巴士961線是香港一條西隧巴士路線，來往屯門（山景邨）及灣仔（香港會議展覽中心），途經屯門站、屯門市中心、安定邨、友愛邨、豐景園、屯門公路、西區海底隧道、上環、中環及金鐘，由九巴獨自經營。
過海隧道巴士961P線和過海隧道巴士961S線為961線之輔助線，祇於平日星期一至五早上繁忙時間由屯門（良景邨）單向往銅鑼灣（維多利亞公園）。
過海隧道巴士R961線是特別日子服務巴士路線，由屯門（山景邨）往銅鑼灣（維多利亞公園）或灣仔，只在渣打香港馬拉松賽事當日凌晨服務。

## 簡介及歷史
西隧通車前，屯門居民如要前往香港島，便要到屯門碼頭乘搭渡輪前往，或乘搭九巴地鐵接駁路線到荃灣及葵涌的地鐵站轉乘地鐵前往。
1997年，西隧通車，運輸署於當年5月1日開辦多條途經西隧的過海巴士路線，其中一條路線為來往屯門的九巴960線。該線開辦當日，因為有大量新界西北居民乘搭（除了屯門居民，連元朗居民都乘搭過海），創下九巴單日最高客量紀錄，同年10月另外3條來往新界西至香港島的巴士路線也先後開辦，本線是其中一條，10月3日開辦（另外還有969及968，分別於10月18日及10月19日開辦），成為繼960線後屯門區第2條專利過海巴士路線、新界西北第2條提供全日服務的專利過海巴士路線，以及新界西和西隧第2條由九巴獨營的全日專利過海巴士路線。
現時本線的服務範圍包括屯門山景邨、屯門工業區、屯門市中心、友愛邨、安定邨、兆麟苑及豐景園，然後經屯門公路、汀九橋、西九龍公路、再由西區海底隧道前往中上環及灣仔區。
- 2012年3月12日：961P線開辦。
- 2013年9月28日：加停屯門公路巴士轉乘站，並與其他路線提供轉乘優惠。
- 2015年3月21日：增設到站時間預報。[5]
- 2015年5月17日：往屯門方向不再途經灣仔碼頭公共運輸交匯處，並於博覽道東近會議道加設分站，以配合灣仔碼頭公共運輸交匯處因港鐵沙中線會展站工程而封閉[6]。
- 2017年11月12日：R961線開辦。[7]
- 2021年9月13日：961S線開辦，961P線港島總站延長至銅鑼灣（維園）。[8][9]
- 2022年9月4日：961線每日06:30至09:00往灣仔及18:00至21:30往屯門之班次繞經銅鑼灣[10]。
- 2023年8月13日：961線往灣仔方向繞經銅鑼灣之班次到達杜老誌道後，改經鴻興道、龍和道、龍達徑前往博覽道東。
- 2024年5月26日：961線延長來回方向繞經銅鑼灣時段：[11]
  - 山景開出班次之服務時間為星期一至五06:30至12:00，星期六、日及公眾假期06:30至13:00
  - 灣仔開出班次之服務時間為星期一至五18:00至00:30，星期六、日及公眾假期16:00至00:30。
- 2024年6月24日：961S線增設繞經業旺邨的特別班次，逢星期一至五07:45由山景開出。[12]
- 2024年7月2日：961S線繞經業旺邨的特別班次，增停天后路「天后路」站。[13]

## 服務時間及班次
961線來回方向均提供全日服務，列表如下。當中星期一至五06:30至12:00，星期六、日、公眾假期06:30至13:00由屯門（山景邨）開出；以及星期一至五18:00起，星期六、日、公眾假期16:00起由灣仔（會展新翼）開出之班次繞經銅鑼灣：
| 屯門（山景邨）開 | 屯門（山景邨）開 | 屯門（山景邨）開 | 灣仔（會展新翼）開 | 灣仔（會展新翼）開 | 灣仔（會展新翼）開 |
| 日期             | 服務時間         | 班次（分鐘）     | 日期               | 服務時間           | 班次（分鐘）       |
| ---------------- | ---------------- | ---------------- | ------------------ | ------------------ | ------------------ |
| 星期一至五       | 05:20－06:56     | 12               | 星期一至五         | 06:40－09:00       | 20                 |
| 星期一至五       | 06:56－08:18     | 7－9             | 星期一至五         | 09:00－15:15       | 15                 |
| 星期一至五       | 08:18－09:00     | 10－11           | 星期一至五         | 15:15－17:03       | 12                 |
| 星期一至五       | 09:00－10:00     | 15               | 星期一至五         | 17:03－17:33       | 10                 |
| 星期一至五       | 10:00－12:00     | 12               | 星期一至五         | 17:33－18:24       | 7－8               |
| 星期一至五       | 12:00－16:15     | 15               | 星期一至五         | 18:24－23:00       | 12                 |
| 星期一至五       | 16:15－17:05     | 12－13           | 星期一至五         | 23:00－00:30       | 15                 |
| 星期一至五       | 17:05－22:45     | 20               |                    |                    |                    |
| 星期一至五       | 23:10            |                  |                    |                    |                    |
| 星期六           | 05:20－06:00     | 20               | 星期六             | 06:40－08:00       | 20                 |
| 星期六           | 06:00－07:00     | 15               | 星期六             | 08:00－13:00       | 15                 |
| 星期六           | 07:00－09:00     | 10               | 星期六             | 13:00－19:00       | 12                 |
| 星期六           | 09:00－10:00     | 12               | 星期六             | 19:00－20:45       | 15                 |
| 星期六           | 10:00－11:00     | 15               | 星期六             | 20:45－22:45       | 12                 |
| 星期六           | 11:00－14:00     | 12               | 星期六             | 22:45－00:30       | 15                 |
| 星期六           | 14:00－18:45     | 15               |                    |                    |                    |
| 星期六           | 18:45－22:45     | 20               |                    |                    |                    |
| 星期六           | 23:10            |                  |                    |                    |                    |
| 星期日及公眾假期 | 05:20－06:20     | 15               | 星期日及公眾假期   | 06:40－10:00       | 20                 |
| 星期日及公眾假期 | 06:20－06:36     | 16               | 星期日及公眾假期   | 10:00－16:00       | 15                 |
| 星期日及公眾假期 | 06:36－09:00     | 12               | 星期日及公眾假期   | 16:00－18:00       | 12                 |
| 星期日及公眾假期 | 09:15－11:00     | 15               | 星期日及公眾假期   | 18:00－18:30       | 10                 |
| 星期日及公眾假期 | 11:00－15:00     | 12               | 星期日及公眾假期   | 18:30－21:00       | 15                 |
| 星期日及公眾假期 | 15:00－17:45     | 15               | 星期日及公眾假期   | 21:00－22:00       | 12                 |
| 星期日及公眾假期 | 17:45－22:45     | 20               | 星期日及公眾假期   | 22:00－22:30       | 15                 |
| 星期日及公眾假期 | 23:10            | 23:10            | 星期日及公眾假期   | 22:30－00:30       | 20                 |

961P及961S線只於星期一至五（公眾假期除外）早上繁忙時間由屯門（良景邨）開出，當中961S線07:45開出的班次繞經業旺邨，列表如下：
| 路線 | 服務時間 | 服務時間 |
| ---- | -------- | -------- |
| 961S | 07:30    | 07:45    |
| 961P | 07:35    | 不適用   |

R961線則只於渣打香港馬拉松舉行當日凌晨04:00由屯門（山景邨）開出其唯一班次。

## 收費
| 路線      | 全程收費 | 分段收費 |
| --------- | -------- | --- |
| 961       | $24.0    | - 西區海底隧道轉車站往灣仔：$11.4 - 過西區海底隧道後往灣仔：$6.7 - 過西區海底隧道後往屯門（山景邨）：$17.6 - 屯門公路轉車站往屯門（山景邨）：$9.7 - 豐景園往屯門（山景邨）：$5.8 |
| 961P/961S | $24.0    | - 西區海底隧道轉車站往銅鑼灣：$11.4 - 過西區海底隧道後往銅鑼灣：$6.7 |
| R961      | $42.0    | - 不設分段收費 |

| - 本線設有12歲以下小童及65歲或以上長者半價優惠。 - 65歲或以上香港居民使用「樂悠咭」，以及12歲以下合資格殘疾兒童使用「殘疾人士身份」個人八達通繳付車資，均可享有每程$2.0或半價（以較低者為準）的票價優惠；12至64歲合資格殘疾人士使用「殘疾人士身份」個人八達通（包括「樂悠咭」），以及60至64歲香港居民使用「樂悠咭」繳付車資，均可享有每程$2.0或全費（以較低者為準）的票價優惠。 - 65歲或以上長者如使用長者或一般個人八達通繳付車資，則只可享有半價優惠；12至64歲合資格殘疾人士如不使用「殘疾人士身份」個人八達通，以及60至64歲人士如不使用「樂悠咭」繳付車資，必須繳付全費。 - 乘客可以現金或八達通於上車時付款，不設找續。 - 每位成人乘客可免費攜帶最多兩名4歲以下而不佔座位的兒童乘客乘車，超額之4歲以下小童必須繳付小童車費乘車。 - 持有「九巴月票」之乘客在車票有效期內，每日可享最多10程任何九龍巴士及龍運巴士路線（包括本路線，以及聯營路線的九龍巴士／龍運巴士提供的班次；惟乘搭機場「A」及「NA」線則可享原價二七折優惠（不會計算每天10次合資格車程））；而B1線則每日可享最多各2程（不會計算每天10次合資格車程）。 - 九龍巴士、城巴、龍運巴士及陽光巴士全職員工及家屬（不包括外判職員）可免費乘搭本路線，惟必須拍職員或職員家屬八達通。 - 乘客亦可透過多元化電子支付系統（e度嘟）繳付車資，包括使用非接觸式VISA卡、JCB卡、萬事達卡、銀聯卡、美國運通、大來國際、Discover Card、Apple Pay、Google Pay、Samsung Pay、AlipayHK「易乘碼」、支付寶、WeChatHK／微信支付「搭車碼」、銀聯雲閃付「乘車碼」及BOC Pay「乘車碼」。乘客使用此付款方式，使用此支付方式的乘客可享有中途下車之分段收費，以及與其他九巴／龍運獨營路線或聯營線九巴／龍運班次之轉乘優惠，惟不適用於與非九巴／龍運路線之轉乘優惠，亦不能享有「公共交通費用補貼計劃」及「長者及合資格殘疾人士公共交通票價優惠計劃」。 |

### 八達通轉乘優惠
961線和各條由進智公交營辦的香港島專線小巴路線設轉乘優惠，乘客如乘搭此線轉乘相關專線小巴路線，或由相關專線小巴路線轉乘此線往白石角方向，第二程可享$1車資優惠，優惠只適用於使用成人或「學生身份」個人八達通繳付車資的乘客。
此外，961線和各條由香港電車營辦的路線設轉乘優惠，乘客如以八達通乘搭此線轉乘電車路線，或由電車路線轉乘此線往白石角方向，可豁免電車路線的車資，優惠並不適用於已受惠於長者及合資格殘疾人士公共交通票價優惠計劃或電車全景遊及派對電車的乘客。

## 使用車輛
本線開辦初期主要以丹尼士巨龍12米巴士行駛，但因灣仔會展總站彎位問題，不久便全數改為以富豪奧林比安11米巴士行駛。2001年4月起增派丹尼士三叉戟低地台巴士行駛。
2004年5月起，行駛本線的非低地台巴士，更換為當時全新的Wright車身的富豪超級奧林比安（AVW）巴士，2005年夏季起更全線採用該款車款，並在2011年11月起先後換入8輛原本行走52X及66X的歐盟5型富豪B9TL巴士，成為首條及唯一一條採用富豪巴士作主力的屯門區過海隧巴路線。2012年1月換入1輛富豪B9TL（Enviro 500車身）及1輛亞歷山大丹尼士Enviro 500取代2輛歐盟5型富豪B9TL巴士。2013年8月9日起，本線先後換入17輛亞歷山大丹尼士Enviro 500E50D版本，取代富豪超級奧林比安（AVW）巴士及歐盟4至5型富豪B9TL巴士，提升本線水平。
2019年第三季，一輛歐盟六型亞歷山大丹尼士Enviro 500 MMC（E6T1，VG7382）獲投放至961線，以研究日後本線使用歐盟六型亞歷山大丹尼士Enviro 500 MMC的可能性。
現時本線使用8輛亞歷山大丹尼士Enviro 500 MMC（2輛12米ATENU及6輛12.8米E6X）及11輛富豪B8L 12.8米（V6X），均屬屯門車廠。
| 車隊編號 | 車牌   |
| -------- | ------ |
| ATENU40  | SC7905 |
| ATENU69  | SE4113 |
| E6X2     | WG8641 |
| E6X12    | WH1321 |
| E6X13    | WH1521 |
| E6X14    | WH1653 |
| E6X15    | WH2011 |
| E6X110   | WU8027 |
| V6X51    | XE2474 |
| V6X57    | XE2082 |
| V6X60    | XE2133 |
| V6X61    | XE2215 |
| V6X74    | XE3263 |
| V6X75    | XE4052 |
| V6X78    | XE4271 |
| V6X89    | XG7951 |
| V6X91    | XG7915 |
| V6X92    | XG7986 |
| V6X109   | XH9200 |

註：961P線由961線抽調車輛行走。

## 行車路線
961線由屯門（山景邨）開出之班次途經旺賢街、石排頭路、鳴琴路、杯渡路、河傍街、屯門站公共運輸交匯處、杯渡路、屯門鄉事會路、海珠路、海皇路、皇珠路、屯門公路、屯門公路巴士轉乘站、屯門公路、青朗公路（汀九橋）、青衣西北交匯處、長青公路、長青隧道、青葵公路、西九龍公路、西區海底隧道、干諾道西、干諾道中、民吉街、統一碼頭道、民吉街、干諾道中、夏愨道、紅棉路、金鐘道、軒尼詩道、菲林明道及博覽道東前往灣仔（會展新翼）；由灣仔（會展新翼）開出之班次途經博覽道東、菲林明道、軒尼詩道、金鐘道、德輔道中、摩利臣街、干諾道中，干諾道西、西區海底隧道、西九龍公路、青葵公路、長青隧道、長青公路、青衣西北交匯處、青朗公路（汀九橋）、屯門公路、皇珠路、海皇路、海珠路、屯門鄉事會路、杯渡路、河傍街、屯門站公共運輸交匯處、杯渡路、鳴琴路、石排頭路及旺賢街前往屯門（山景邨），具體停站請參考資訊框。
961P線為961線的單向輔助線，所有班次均由屯門（良景邨）開出，並經田景路、鳴琴路、杯渡路、屯門鄉事會路、屯興路、屯門公路、屯門公路巴士轉乘站、屯門公路、青朗公路、長青公路、長青隧道、青葵公路、西九龍公路、西區海底隧道、干諾道西、干諾道中、林士街、德輔道中、金鐘道、軒尼詩道、怡和街及高士威道前往銅鑼灣（維園），具體停站請參考資訊框。
961S線為961P線的單向輔助線，所有班次均由屯門（良景邨）開出，並經田景路、鳴琴路、青雲路、皇珠路、屯門公路、屯門公路巴士轉乘站、屯門公路、青朗公路、長青公路、長青隧道、青葵公路、西九龍公路、西區海底隧道、干諾道西、干諾道中、林士街、德輔道中、金鐘道、軒尼詩道、怡和街及高士威道前往銅鑼灣（維園），具體停站請參考資訊框。
R961線所有班次均由屯門（山景邨）開出，並經旺賢街、石排頭路、鳴琴路、杯渡路、河傍街、屯門站公共運輸交匯處、杯渡路、屯門鄉事會路、海珠路、海皇路、皇珠路、屯門公路、荃灣路、葵涌道、荔枝角道、西九龍走廊、渡船街、加士居道天橋、加士居道、漆咸道南、康莊道、海底隧道、堅拿道天橋、堅拿道東、禮頓道、邊寧頓街、怡和街及高士威道前往銅鑼灣（維多利亞公園），具體停站請參考資訊框。

## 客量

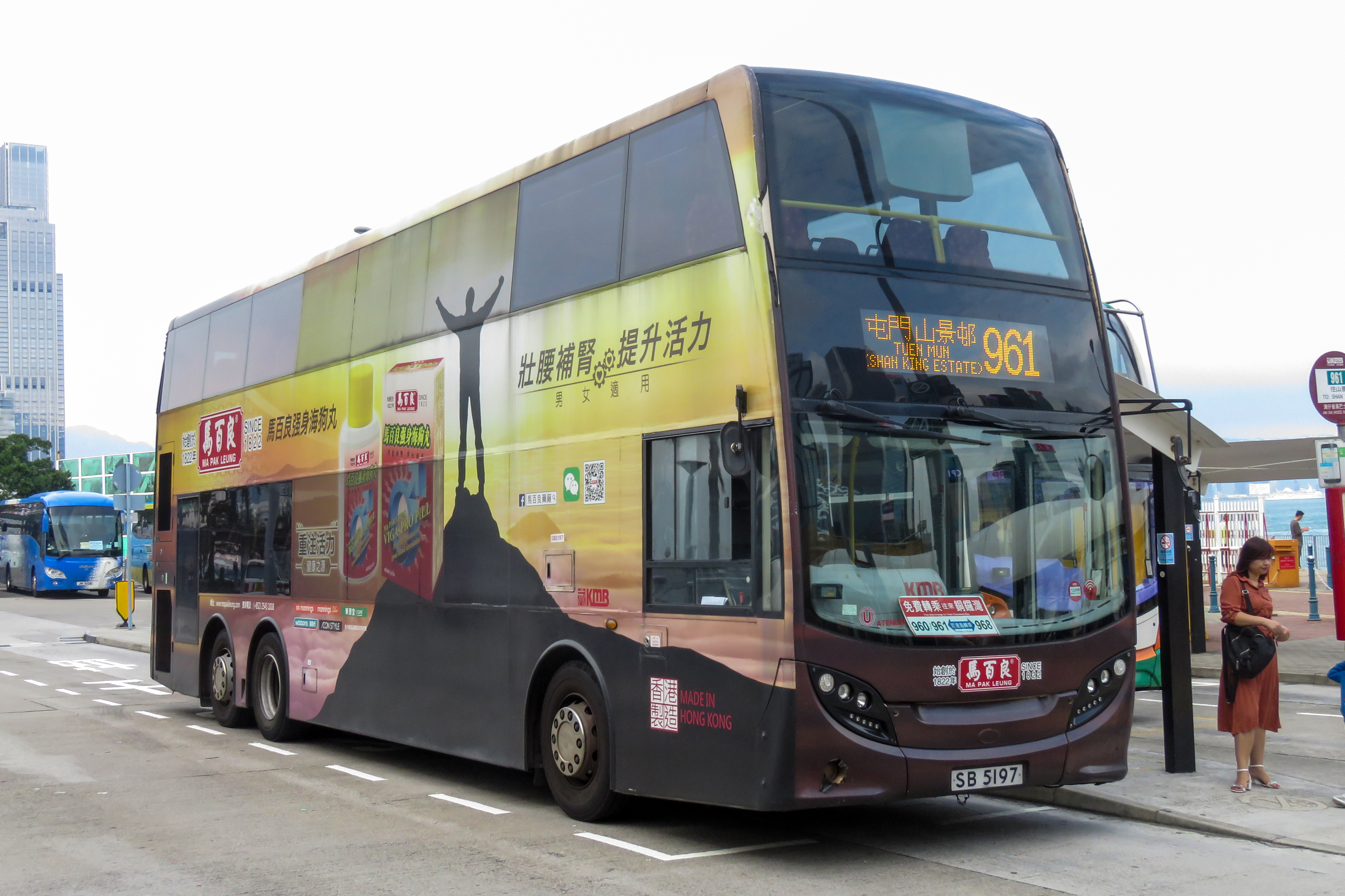
在灣仔（會展新翼）巴士總站等待發車的961線，路線牌顯示終點站為「屯門山景邨」

本線亦服務屯門新墟及屯門市中心，但居民一般會乘搭較直接的960或962X（城巴）過海，另外因為本線在屯門區的走線較為迂迴（並非如其他來往山景邨/大興邨巴士線般經青雲路直接往來山景邨），山景邨居民寧願搭乘57M或66M等路線到屯門公路轉車站轉乘960或本線過海，以節省時間，造成本線非繁忙時間客量僅屬一般。現時，本路線的客源，以安定友愛、豐景園一帶的居民為主，同時亦可分流960線於屯門市中心的乘客。
與此同時，受限於銅鑼灣配限限制，九巴目前所有的屯門全日過海路線均於灣仔止步，若要前往銅鑼灣需要轉乘968線，因此在競爭力上不及能夠直接前往銅鑼灣的962X線。為提升其競爭力，九巴於2021至2022年度巴士路線計劃中，提出安排包括961P在內的所有上午繁忙時間分支延伸至銅鑼灣維園，同時安排原定計劃的鳴琴路特別班次命名為961S，相關安排已於2021年9月14日落實。同時成為首批服務銅鑼灣的九巴獨營屯門過海路線。然而，2021年8月，九巴未能奪得54區的所有招標路線(其中一條為前往灣仔北)，使九巴屯門過海市場出現更進一步的威脅。有見及此，九巴與翌年的巴士路線計劃中，更加提出把尚有載客量空間的961線於繁忙時間繞經銅鑼灣前往灣仔，相關安排已於2022年9月5日落實。
由於屯門區議會某位議員稱難以分別途經屯門公路轉車站路線，故此由2014年5月起，行走本線而設有電子路線牌的巴士上，車頭地點牌的顯示由「山景」改為「屯門山景邨」，並加上「經屯門轉車站」轉頁
根據2019-2020年度巴士路線計劃，961P線的乘客使用量為83%。

## 意外
- 2003年10月18日下午，一輛961線往灣仔（會展）的富豪奧林比安11米雙層空調巴士（AV253，車牌號碼HH9138），在西九龍公路近奧海城二期對出失事撞向中央分隔石壆後全車翻側，並架在石壆上，車長及36名乘客受傷。[20]
- 2013年3月22日下午，一輛行駛961線往山景的富豪超級奧林比安巴士（AVW49，車牌號碼LN7682）駛至屯門皇珠路近友愛邨時，撞向另一部行駛66X線往大興邨的同型號巴士（AVW2，車牌號碼LF5502）及一輛拋錨停下的貨櫃車，兩輛巴士嚴重損毀，共造成27人受傷。[21]
- 2019年5月11日晚上九時許，一輛961線往灣仔（會展）的Enviro500 MMC(ATENU53，車牌號碼SD6028)駛至中環干諾道中交易廣場對開突然起火，全車迅速陷入火海，幸車上所有人及時疏散。消防員到場將火救熄，無人受傷，惟巴士已幾乎全毁，只燒剩車架[22]。由於肇事巴士損毀嚴重，因此不作修復，並於同月月尾退役，只服役了不夠六年。

## 外部連結
- 九巴961線官方網站路線資料 （页面存档备份，存于）
- 九巴961P線官方網站路線資料 （页面存档备份，存于）
- 九巴961S線官方網站路線資料 （页面存档备份，存于）
- 681巴士總站 （页面存档备份，存于）
- 681巴士總站 （页面存档备份，存于）
- 681巴士總站 （页面存档备份，存于）

其他
- Hong Kong Bus KMB ATENU1417 @ 961 九龍巴士 Dennis Enviro500 MMC New Facelift 屯門山景邨 - 灣仔會展，YouTube